# オイスター作戦
オイスター作戦（ - さくせん、Operation OYSTER）は、1942年12月6日に実施された、イギリス空軍の航空作戦である。
オランダのアイントホーフェンにあるフィリップス・ストレイプ・グループの主工場及び真空管と電球を製造していたエマシンゲル工場に対して、イギリス第2航空群のモスキート、ボストン、ベンチュラ合計84機により攻撃を実施した。